# キビタキ
キビタキ（黄鶲、学名：Ficedula narcissina）は、スズメ目ヒタキ科ノビタキ亜科に分類される鳥類の一種。

## 分布
樺太以南､九州以北の日本列島で繁殖し、冬期はフィリピンやボルネオ島などの東南アジアへ渡りをおこない越冬する。夏鳥としてほぼ全国の山間部で普通に見られる。福島県では県鳥に指定されている。

## 形態
全長13~14cm。雄は頭部から背面にかけて黒く、眉斑、腹部と腰は黄色。翼に白い斑がある。喉は鮮やかな橙黄色である。雌は上面は褐色で、腹部は褐色がかった白色。また、雄の幼鳥も雌と良く似た褐色で、野外で幼鳥の性別を判断することはほぼ不可能である。

## 生態
山地の明るい広葉樹林に住み、昆虫類、節足動物等を捕食する。時々空中捕食や地上採食もする。
「ピッコロロ、ピッコロロ」などと美しい声で鳴く。さえずりは大変変化に富んでおり、生息地域によっても異なる。また、他の鳥類の声を真似ることもあり、時には「オーシツクツク」とまるでセミのツクツクボウシの鳴声とそっくりな囀りをすることがある。

## 分類
以前は、南西諸島に生息する個体群は亜種リュウキュウキビタキ（F. n. owstoni）、中国で繁殖する個体群は亜種キムネビタキ（F. n. elisae）とされていたが、2010年代にはそれぞれ別種とされるようになった。